# Rhopaliella discicollis
Rhopaliella discicollis là một loài bọ cánh cứng trong họ Cerambycidae.